# Chys Khan
Chys Khan (türkisch: Kış Han) ist eine Symbolfigur der türkischen Mythologie überwiegend im jakutischen Sacha. Ausgesprochen wird die Bezeichnung wie im Türkischen als „Kış Kaan“ und bedeutet „Herrscher/Khan des Winters“. Alternativbezeichnungen sind „Stier des Frosts/Winters“ oder „Mammut des Frosts/Winters“.
Es ist wie der Weihnachtsmann, das Christkind und Väterchen Frost ein Symbol für die familiäre Liebe und das Beschenken von Kindern. Der Herrscher des Winters spielt daneben noch eine wesentliche Rolle als Sagen- und Märchenfigur.
Dargestellt wird er als freundlicher Mann mit langem weißem Bart, blau-weiß-schwarzer mit weißem Pelz besetzter Kutte, einer spitzen Kopfbedeckung mit zwei langen Hörnern und einem weißen langen Zepter.
Das Aussehen des Herrschers des Winters wird als stierähnlich interpretiert, es ähnelt aber einem Mammut, welches im türkischen Schamanismus seinen Platz hat. In der Neuzeit wurden alte hölzerne Abbildungen von Mammuts in Zelten der Schamanen gefunden.